# ایلاس
ایلاس (به فرانسوی: Aillas) یک کامین در فرانسه است که در Canton of Auros واقع شده‌است.

## خصوصیات
ایلاس ۳۵٫۱۳ کیلومترمربع مساحت و ۷۳۶ نفر جمعیت دارد و ۶۴ متر بالاتر از سطح دریا واقع شده‌است.